# Чемпионат СССР по лыжным гонкам 1969
41-й лично-командный чемпионат СССР по лыжным гонкам проводился в Мурманске с 19 по 26 марта 1969 года. Соревнования проводились по семи дисциплинам — гонки на 15, 30 и 50 км, эстафета 4×10 км (мужчины), гонки на 5 и 10 км, эстафета 4х5 км (женщины).

## Медалисты

### Мужчины
|                  | Золото                                                                      | Серебро                                                                               | Бронза                                                                     |
| ---------------- | --------------------------------------------------------------------------- | ------------------------------------------------------------------------------------- | -------------------------------------------------------------------------- |
| Гонка на 15 км   | Веденин Вячеслав «Динамо» Москва                                            | Воронков Владимир Вооружённые Силы Москва                                             | Тараканов Валерий Вооружённые Силы Ярославль                               |
| Гонка на 30 км   | Симашев Федор «Динамо» Москва                                               | Воронков Владимир Вооружённые Силы Москва                                             | Гизатуллин Баязит «Труд» Уфа                                               |
| Гонка на 50 км   | Веденин Вячеслав «Динамо» Москва Гизатуллин Баязит «Труд» Уфа               | Симашев Федор «Динамо» Москва                                                         |                                                                            |
| Эстафета 4х10 км | «Динамо» Тихонов Александр Наседкин Анатолий Симашев Федор Веденин Вячеслав | Вооружённые Силы Дворников Юрий Тараканов Валерий Воронков Владимир Акентьев Анатолий | «Труд» Куренышев Юрий Долганов Владимир Дулесов Геннадий Гизатуллин Баязит |

### Женщины
|                 | Золото                                                                     | Серебро                                                                        | Бронза                                                                |
| --------------- | -------------------------------------------------------------------------- | ------------------------------------------------------------------------------ | --------------------------------------------------------------------- |
| Гонка на 5 км   | Кулакова Галина «Труд» Прокопьевск                                         | Шебалина Нина «Спартак» Ленинград                                              | Смирнова Алевтина «Труд» Горький                                      |
| Гонка на 10 км  | Кулакова Галина «Труд» Прокопьевск                                         | Колчина Алевтина «Динамо» Москва                                               | Шебалина Нина «Спартак» Ленинград                                     |
| Эстафета 4х5 км | «Труд» Федорова Нина Смирнова Алевтина Мальстрем Маргарита Кулакова Галина | Вооружённые Силы Пилюшенко Галина Ачкина Рита Посникова Татьяна Доронина Лидия | «Спартак» Иванова Нина Салимжанова Фаадия Фирстова Нина Шебалина Нина |

Лично-командный чемпионат СССР (8-й) в лыжной гонке на 70 км среди мужчин проводился в Кандалакше 6 апреля 1969 года.

### Мужчины (70 км)
|                | Золото                           | Серебро                       | Бронза                                    |
| -------------- | -------------------------------- | ----------------------------- | ----------------------------------------- |
| Гонка на 70 км | Веденин Вячеслав «Динамо» Москва | Симашев Федор «Динамо» Москва | Воронков Владимир Вооружённые Силы Москва |